# Argentana
L'argentana è una lega metallica di nichel-zinco-rame, con rame al 60%, zinco al 25% e nichel al 15%. Di aspetto simile all'argento, fa parte della famiglia di leghe dette alpacca, ed è usata principalmente per monete, posate, vasellame e oggetti vari. A causa della sua alta resistività elettrica, compresa fra 0,35 e 0,4 μΩ x m (microohm per metro), è usata per resistori a filo, al pari della costantana che ha però una resistività maggiore (0,5 - 0,51 μΩ x m).